# 1851 en France
Chronologie de la France
- 1847
- 1848
- 1849
- 1850
- 1851
- 1852
- 1853
- 1854
- 1855

Cette page concerne l'année 1851 du calendrier grégorien.

## Événements
- 3 janvier : la destitution du général Changarnier entraîne un tollé et la démission du gouvernement[1].
- 10 janvier : un ministère de transition est constitué[1].
- 24 janvier : Louis-Napoléon Bonaparte confirme la destitution de Changarnier et présente un nouveau gouvernement, sans président du Conseil, dont l’autonomie par rapport à l’Assemblée est encore renforcée, le « Petit ministère »[1].

- 22 février : loi fixant à douze ans l'âge minimum au travail[2]. Cette loi sera fréquemment transgressée.
- 28 février : création de la Société des auteurs, compositeurs et éditeurs de musique (SACEM)[3].
- mars : pour la première fois, le recensement compte les étrangers résidant en France : environ 379 000[4]
- 1er mars :
  - proposition Creton, tendant à l'abolition des lois de proscription du 16 avril 1832 et du 26 mai 1848, ajournée grâce à l'appoint des voix légitimistes[1].
  - le service télégraphique est ouvert au public[5].
- 1er avril : un navire français, le Courraud-Rose, échoué près de Salé, au Maroc, est pillé par la population affamée. Le gouvernement français n’obtenant pas réparation fait bombarder Salé le 26 novembre[6].

- 11 avril : gouvernement Léon Faucher ; un ministère conservateur remplace le « petit ministère » constitué le 24 janvier[1].

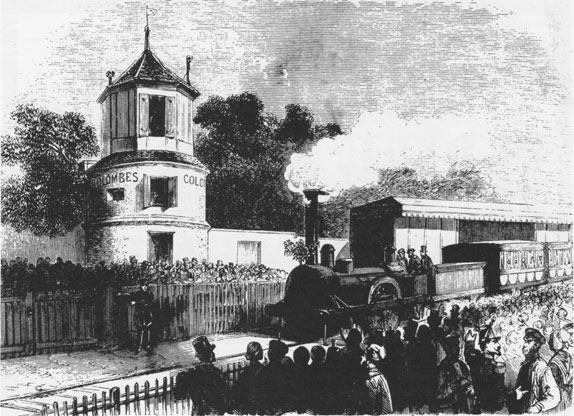
Inauguration de la gare de Colombes.

- 27 avril : inauguration de la gare de Colombes et de la ligne de chemin de fer d'Asnières à Argenteuil[7].
- 31 mai : Victor de Broglie dépose sur le bureau de l'Assemblée une proposition signée de 233 représentants en faveur de la révision de la Constitution[8].

- 1er juillet :
  - un « traité d'amitié et de commerce » est signé entre la France (Édouard Bouët-Willaumez) et Ghézo, le roi du Dan-Homé (Dahomey), qui veut écouler sa production agricole. Ghézo reconnait la souveraineté française sur le port de Ouidah[9].
  - l'empoisonneuse Hélène Jégado est arrêtée à Rennes. Elle est condamnée à mort le 14 décembre et est guillotinée le 26 février 1852[10].
- 8 juillet : loi approuvant la convention signée le 28 février entre la Compagnie des Messageries Nationales et l'État, sous le haut patronage du ministre des finances, Achille Fould. Les services maritimes des Messageries nationales commencent leur exploitation en septembre, avant de devenir une société indépendante, les Messageries nationales, futures Messageries maritimes, en janvier 1852[11].
- 17 juillet : Victor Hugo prononce un discours à l'Assemblée législative en faveur de la création des « États-Unis d'Europe »[12].
- 19 juillet : la Chambre refuse d’entamer une procédure de révision de la Constitution pour la réélection du Président de la République[13].

- 11 août : une réunion au château de Saint-Cloud rassemble Louis-Napoléon Bonaparte, Morny, Saint-Arnaud, Persigny, Rouher et Carlier, préfet de police, pour préparer un coup d’État en faveur du Prince-Président. Début septembre, il est fixé au 17 septembre mais la date, mal choisie, est reportée après la défection provisoire de Saint-Arnaud[14].
- 12 août : en Ardèche, le préfet Chevreau interdit les fêtes votives jusqu'en novembre, soupçonnées d'être instrumentalisées par les rouges pour préparer une insurrection[15].
- septembre : le permis de séjour est rendu obligatoire pour les étrangers résidant à Paris[4].
- 12 septembre : décret qui met le département de  l'Ardèche en état de siège à la suite d'affrontements entre les démocrates et la force publique[16].

- 26 octobre : dernier ministère à la suite de la démission de Léon Faucher le 14 octobre[17]. Pour se réconcilier avec la gauche, Louis-Napoléon annonce officiellement fin septembre qu’il est en faveur de la révision et pour l’abrogation de la loi du 31 mai 1850. Cette annonce provoque un nouveau remaniement ministériel[18].

- 13 novembre : l’Assemblée rejette la proposition du président d’abroger la loi du 31 mai 1850. Elle se coupe du corps électoral[18].
- 26 novembre : bombardement de Salé par l’amiral Dubourdieu[6].

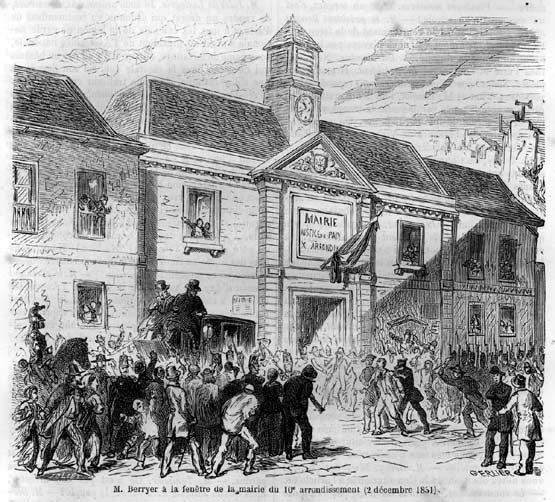
Pierre-Antoine Berryer harangue la foule à la fenêtre de la mairie du Xe arrondissement de Paris le 2 décembre 1851. Gravure tirée de l’Histoire populaire contemporaine, Paris, Ch. Lahure, 1864.

- 2 décembre : coup d'État de Louis-Napoléon Bonaparte. Le président fait composer dans la nuit du 1er au 2 des affiches annonçant la dissolution de l’Assemblée législative (jugée trop lente) et le rétablissement du suffrage universel par abrogation de la loi du 31 mai. Une vague d’arrestations touche tous les meneurs présumés d’une résistance : des militaires légitimistes comme Changarnier aux 78 chefs présumés des sociétés ouvrières, des orléanistes comme Adolphe Thiers aux républicains comme Nadaud ou Perdiguier[14]. 218 présents députés réunis à la mairie du 10e arrondissement de Paris votent vainement la déchéance du président mais sont arrêtés. À Paris, quelques députés (Hugo, Schœlcher, Alphonse Baudin) tentent de soulever le peuple[19].

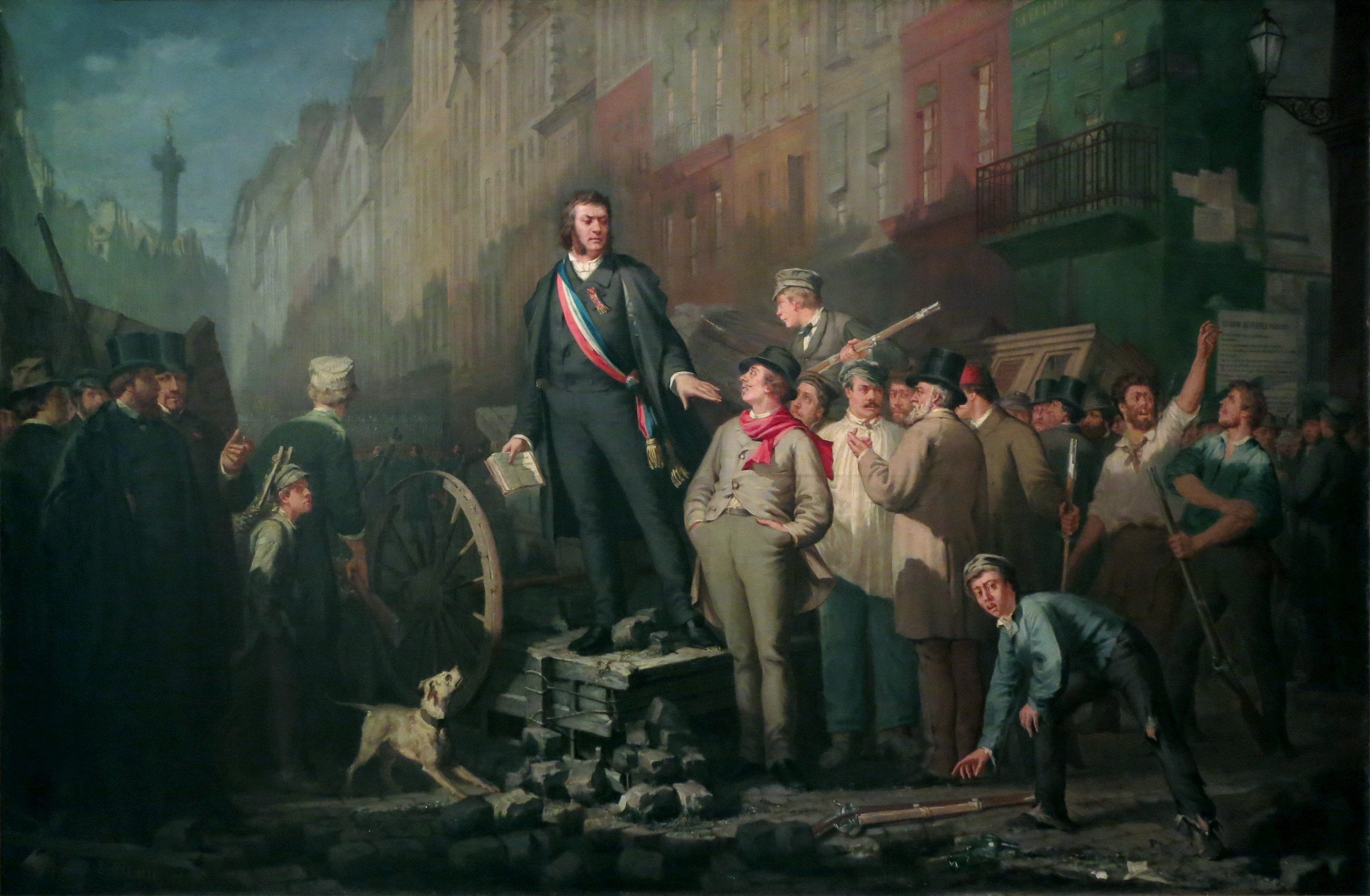
Alphonse Baudin sur la barricade du faubourg Saint-Antoine, le 3 décembre 1851. Ernest Pichio, huile sur toile, 1869, musée Carnavalet, Paris.

- 3 décembre : un nouveau gouvernement est nommé[19]. Le député de l'Ain Alphonse Baudin est tué sur la barricade du faubourg Saint-Antoine[20].
- 4 décembre : Morny, nommé ministre de l'Intérieur, déclenche l’écrasement systématique par l’armée de l’insurrection naissante et fait mitrailler sur les boulevards Montmartre et Poissonnière les badauds suspects d’être favorables aux insurgés. Des maisons sont ensuite fouillées à la baïonnette[21]. 11 000 insurgés sont condamnés au bagne ou au renvoi en conseil de guerre. Plus de 2 000 sont morts. 70 députés républicains sont envoyés en exil dont Hugo et Schœlcher, et 5 orléanistes.

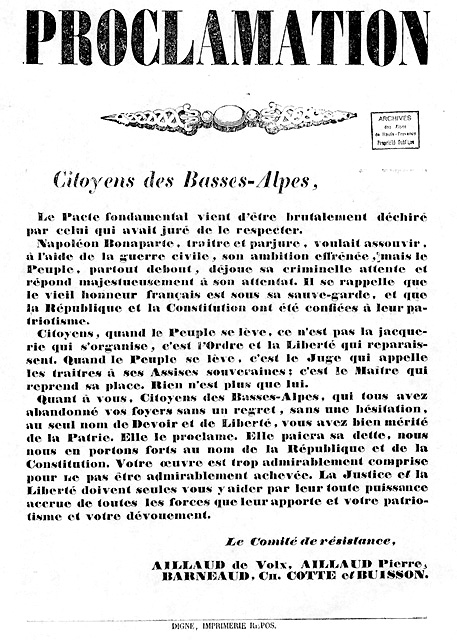
Proclamation contre le coup d'État de 1851 dans les Basses Alpes.

- 4-8 décembre : grands mouvements populaires de révolte contre le coup d'État dans certaines régions, notamment dans l'Allier, la Nièvre (Clamecy), à Auch, à Millau et dans l’Hérault, (Bédarieux, Béziers), en Ardèche, en Provence dans le Var (Brignoles), la Drôme, les Basses-Alpes (Digne, Les Mées). Les insurrections qui éclatent en province sont réprimées par l’armée[22].
- 6 décembre : le Panthéon de Paris est rendu au culte catholique[23].
- 8 décembre : l'appartenance à une « société secrète » est punie de déportation vers la Guyane ou l'Algérie[19].
- 11 décembre : 
  - exil de Victor Hugo en Belgique[24].
  - Jacques Louis Randon est nommé gouverneur général de l’Algérie française[25] (fin en 1858).
- 20 et 21 décembre : plébiscite confirmant le coup d'État de Louis-Napoléon Bonaparte (7,5 millions de oui, 1,5 million d’abstentions, 600 000 non)[26].